# Josephine Barstow
Dame Josephine Barstow (* 27. September 1940 in Sheffield) ist eine englische Opernsängerin (Sopran).

## Biographie
Barstow studierte an der University of Birmingham und 1965 am Troxy London.
1986 war sie in der Uraufführung von Krzysztof Pendereckis Oper Die schwarze Maske bei den Salzburger Festspielen die Benigna.
1995 wurde sie mit dem Orden des britischen Empire ausgezeichnet.

## Aufnahmen (Auswahl)

### CDs
- Follies (Heidi, Dirigent: Nigel Lilley), 2018, National Theatre
- Albert Herring (Dirigent: Steuart Bedford), 1996, Naxos
- Un ballo in maschera (Amelia, Dirigent: Herbert von Karajan), 1989, DG
- Gloriana (Dirigent: Charles Mackerras), 1993, Decca
- The Knot Garden (Dirigent: Colin Davis), 1974, Philips
- Kiss Me, Kate (Dirigent: John McGlinn), EMI
- Oliver! (Dirigent: John Owen Edwards), JAY Records
- Street Scene (Dirigent: John Mauceri), 1991, Decca
- Opera Finales (Salome, Médée, Die Sache Makropulos, Turandot) (Dirigent: John Mauceri), 1990, Decca

### DVDs
- Un ballo in maschera (Dirigent: Sir Georg Solti), 2005, TDK
- Gloriana (Dirigent: Paul Daniel), 2000, Opus Arte
- Idomeneo (Dirigent: John Pritchard), 1974, Arthaus Musik
- Macbeth (Dirigent: John Pritchard), 1972, Arthaus Musik
- Owen Wingrave (Dirigent: Kent Nagano), 2001, Arthaus Musik